# Sylvester Jordan

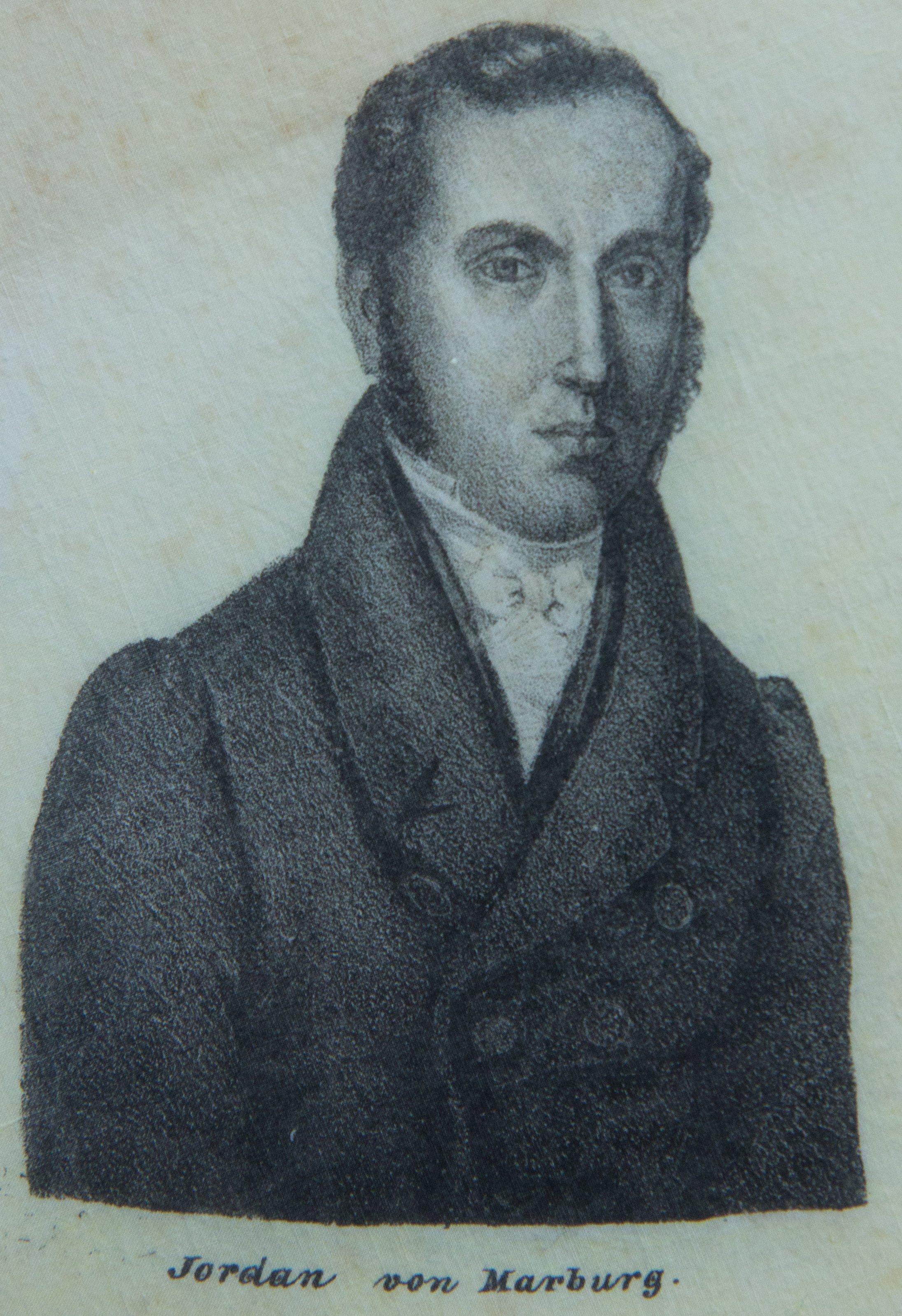
Sylvester Jordan, Abbildung auf dem Hambacher Tuch

Franz Sylvester Jordan (* 30. Dezember 1792 in Omes bei Axams, Tirol; † 15. April 1861 in Kassel) war ein deutscher Jurist und liberaler Politiker. Er war Professor des Staatsrechts an der Universität Marburg, Mitglied der Kurhessischen Ständeversammlung und 1848/49 Abgeordneter der Frankfurter Nationalversammlung.

## Leben

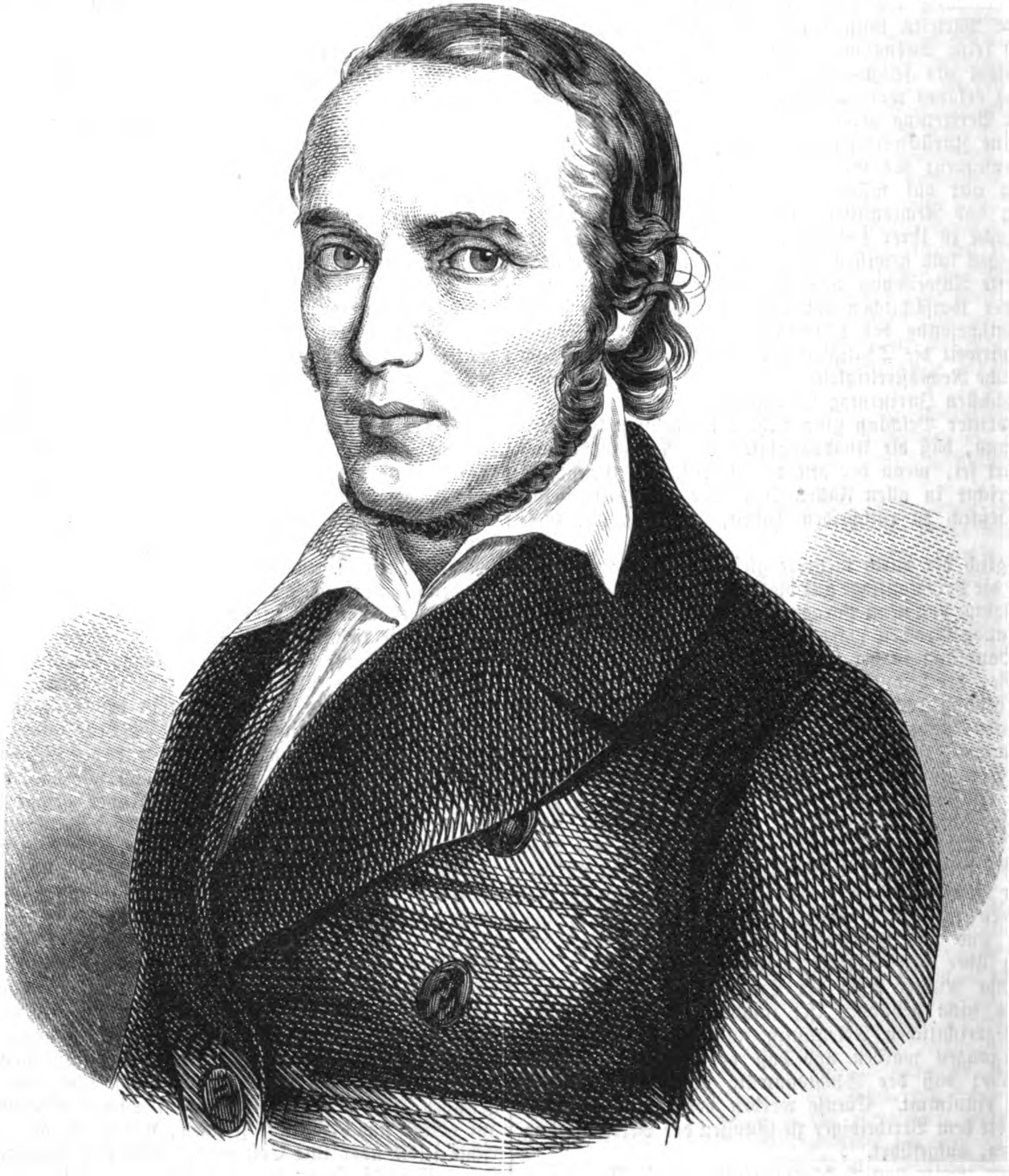
Sylvester Jordan

Nach Gymnasialabschluss am (heutigen) Wilhelmsgymnasium München im Jahre 1812 studierte Jordan Philosophie, Rechtswissenschaften und Kameralwissenschaften an der Universität Wien und der Universität Landshut. Er promovierte in Landshut sowohl in Philosophie (1815) als auch im Recht (1817). Anschließend war er am Landgericht Landshut und als Anwaltsvertreter beim Oberappellationsgerichtsadvokaten Meinel in München tätig. Jordan habilitierte sich 1820 an der Universität Heidelberg und wurde im Jahr darauf als außerordentlicher, ab 1822 ordentlicher Professor für Staatsrecht an die Universität Marburg berufen. Dort amtierte er fünfmal als Dekan. Er hielt Vorlesungen im Staatsrecht, Lehenrecht, Kriminalprozess, Zivilprozess und ein juristisches Praktikum (bis 1839), in einigen Semestern auch Völkerrecht, Kriminalrecht und Deutsches Privatrecht. 1825/26 leitete er als Prorektor die Universität. 1827 wurde er erstmals in eine kurhessische Regierungskommission zur Überprüfung der Gesetzgebung berufen.

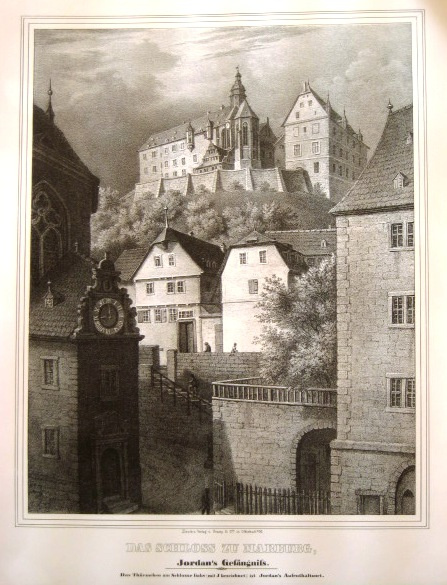
Zeitgenössische Lithografie: Sylvester Jordans Gefängnis im Marburger Schloss

Bald darauf kam Jordan aufgrund seiner publizistischen Arbeit in Konflikt mit der Landesregierung, insbesondere nachdem er nach den Unruhen 1830 erstmals als Vertreter der Universität Marburg in den konstituierenden Landtag des Kurfürstentums entsandt worden war. Er trug maßgeblich zur Erarbeitung der Verfassung von 1831 und damit zur Schaffung der kurhessischen Ständeversammlung bei. 1831/32 zählte er im Kasseler Landtag zu den entschiedenen Liberalen. 1832 wurde ihm der Urlaub zur Ausübung des Abgeordnetenmandats verweigert, und ab 1833 stand er unter Polizeiaufsicht. 1839 wurde er wegen angeblicher Beteiligung an der Vorbereitung des Frankfurter Wachensturms 1833 und weiterer sogenannter revolutionärer Umtriebe im Umfeld von Georg Büchner und Friedrich Ludwig Weidig in Untersuchungshaft genommen, 1843 zu fünf Jahren Festungshaft verurteilt und auf dem Marburger Schloss inhaftiert. 1845 hob das Oberappellationsgericht Kassel dieses Urteil auf, und Jordan kam frei.
1848 gehörte Jordan dem Frankfurter Vorparlament als Vizepräsident an und wurde in den Siebzehnerausschuss berufen. Vom 18. Juli 1848 bis zum 20. Mai 1849 war er als Nachfolger Heinrich Henkels Abgeordneter für den Kreis Fritzlar in der Frankfurter Nationalversammlung. Dort zählte er zu den Fraktionen Württemberger Hof und Landsberg im (linken) Zentrum des Parlaments. Als Vertreter der Städte des Schwalmstroms gehörte er 1848/49 erneut dem kurhessischen Landtag an. Gleichzeitig war er als Bundestagsgesandter Vertreter Kurhessens bei der Provisorischen Zentralgewalt. 1850 gehörte Jordan dem Schiedsgericht des Erfurter Unionsparlaments an und wurde anschließend in den Ruhestand versetzt.
Jordan wurde 1819 „auf hoher See“ unter der Bürgschaft eines schottischen Großmeisters in die Freimaurerei aufgenommen; am 9. September 1820 wurde er von der Freimaurerloge Sokrates zur Standhaftigkeit in Frankfurt am Main angenommen.
Jordan heiratete 1821 in Marburg Marie Staudinger († 1832), nach deren Tod heiratete er Pauline Wigand (1810–1885), die Tochter des Archivars und Rechtshistorikers Paul Wigand.

## Würdigungen

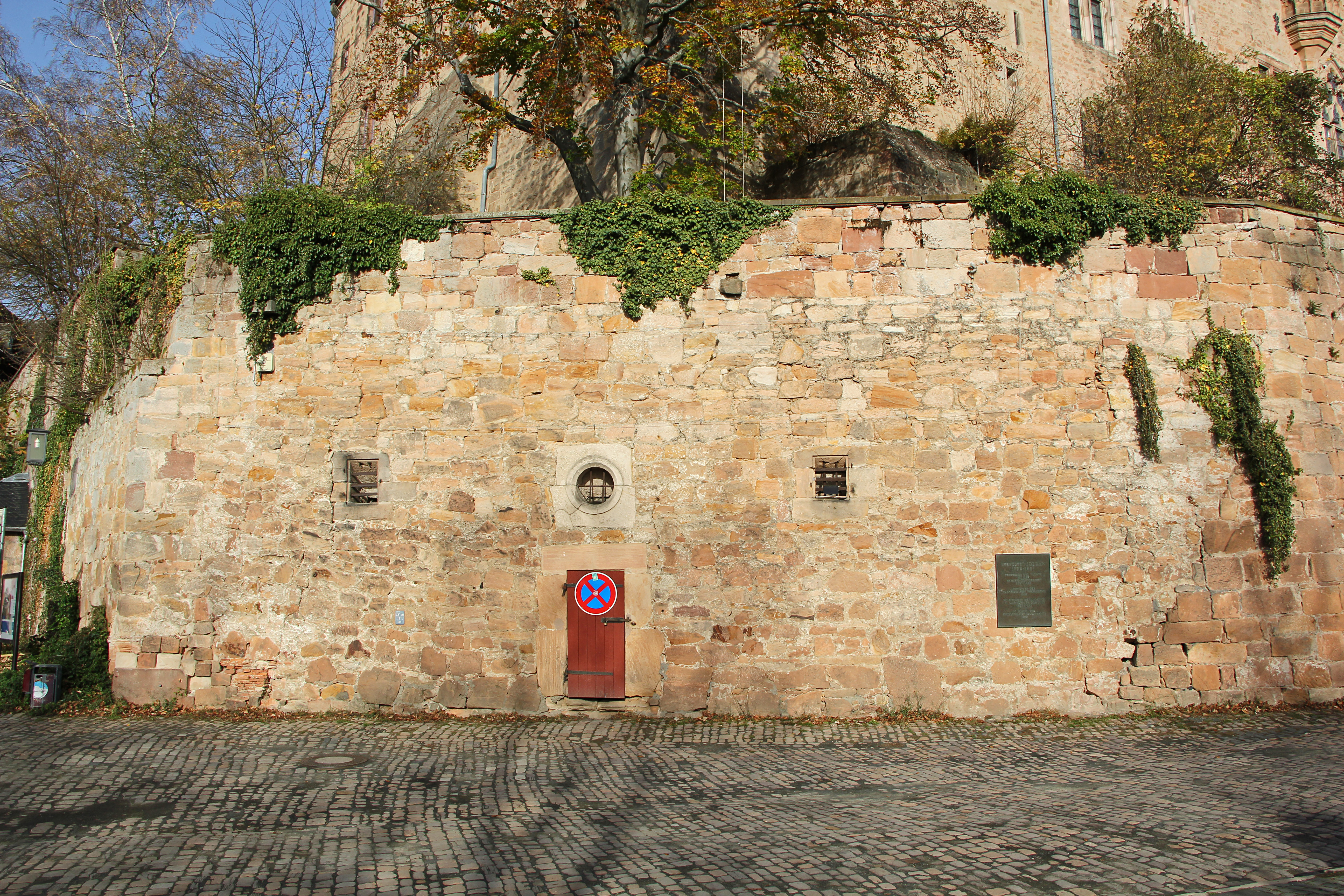
Jordans Gefängnis im Marburger Schloss mit Gedenktafel

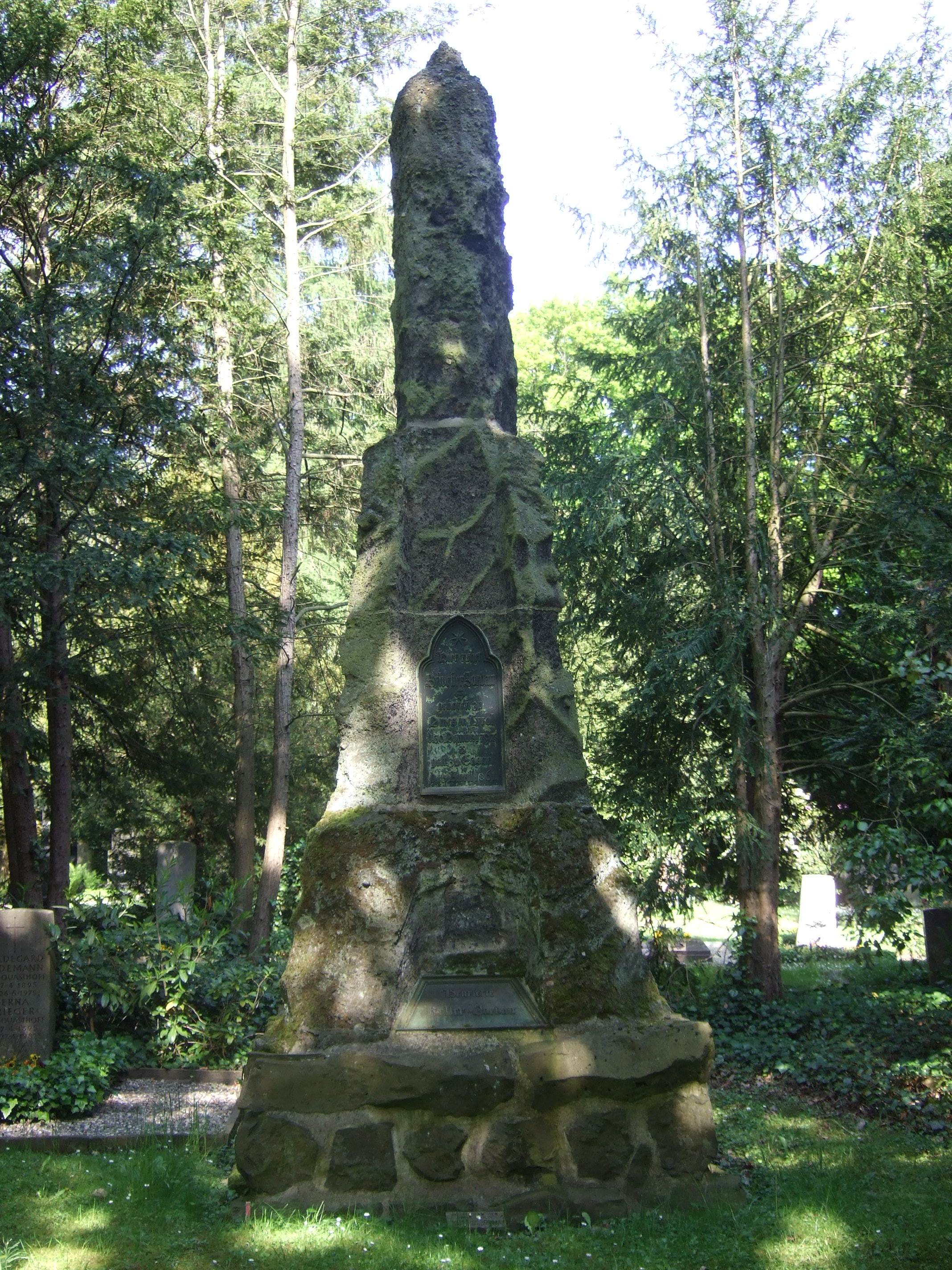
Grab von Sylvester Jordan auf dem Hauptfriedhof in Kassel

- Die Gemeinde Axams in Tirol und die Stadt Marburg haben die Sylvester-Jordan-Straße nach ihm benannt.
- In Marburg gibt es das Studentenwohnheim Sylvester-Jordan-Haus.
- Im Kasseler Stadtteil Mitte ist die Jordanstraße nach ihm benannt.[5]

## Werke (Auswahl)
- Versuche über allgemeines Staatsrecht, in systematischer Ordnung und mit Bezugnahme auf Politik, Marburg 1828.
- Lehrbuch des allgemeinen und deutschen Staatsrechts. Erste Abtheilung, die Grundzüge des allgemeinen Staatsrechts, die geschichtliche und allgemeine Einleitung in das deutsche Staatsrecht und das deutsche Bundesrecht enthaltend, Cassel 1831.
- Ueber die Grundsätze, von welchen bei der Abfassung der churhessischen Verfassungsurkunde ausgegangen ward, in: Jahrbücher der Geschichte und Staatskunst [5] (1832), Bd. 1, S. 193–220.
- Actenstücke, zum Theil mit Anmerkungen, über die Frage: ob der §. 71. der kurhessischen Verfassungs-Urkunde auch auf den Abgeordneten der Landes-Universität anwendbar sei? Nebst einer Einleitung geschichtlichen und rechtlichen Inhalts und einem Vorworte sammt Bemerkungen über die rechtliche Erörterung der obigen Frage von einem rheinpreußischen Rechtsgelehrten (Bonn 1833), Offenbach am Main 1833.
- Gutachtliche Aeußerung über die Frage: ob dem Herrn Grafen zu Isenburg-Büdingen, Erlaucht, das Recht der Landstandschaft in Kurhessen zustehe? Zur Erläuterung des §. 63 Nro. 2 der Verf.-Urk., in: Archiv für die neueste Gesetzgebung aller deutschen Staaten 6 (1835), S. 249–267.
- Cassel, in: Carl von Rotteck, Carl Theodor Welcker (Hrsg.): Staats-Lexikon oder Encyklopädie der Staatswissenschaften. Bd. 3, Altona 1836, S. 286–308.
- Jordan, in: Carl von Rotteck, Carl Theodor Welcker (Hrsg.): Staats-Lexikon oder Encyklopädie der Staatswissenschaften. Bd. 8, Altona 1839, S. 546–553.
- Die Jesuiten und der Jesuitismus. Leipzig und Altona 1839 (Digitalisat bei googlebooks).
- Selbstvertheidigung in der wider ihn geführten Criminaluntersuchung, Theilnahme an Hochverrath betreffend. Nebst der Appellationsschrift seines Vertheidigers, Ober-Gerichts-Anwalt C.F. Schantz zu Marburg, und einer Denkschrift, die Rechtfertigung der Beschwerden und zugleich einen Beitrag zur Lehre vom Indicienbeweise enthaltend von dem Angeschuldigten Dr. Sylvester Jordan selbst, Mannheim 1844.
- Die Jesuiten in Tirol. Verfasst von einem Tiroler [= Sylvester Jordan], Heidelberg 1845.
- Wanderungen aus meinem Gefängnisse. Frankfurt am Main 1847 (Digitalisat bei googlebooks).
- Gespräche über Staat und Kirche. Aufgezeichnet von J. Steverlys. Frankfurt 1848 (Digitalisat).
- Politische Erinnerungen aus der Zeit seiner Gefangenschaft 1839–1845. Aus dem literarischen Nachlasse seiner Tochter Henriette Keller-Jordan, hrsg. v. Paul Tesdorpf, in: Das Neue Jahrhundert 4 (1912), S. 4–8, 19 ff., 44 f., 54–57, 81 f., 92 ff., 104 f., 115–118, 130, 139 ff., 153, 174 ff., 189 f., 200 f., 211 ff., 224 ff.